# Artur Hajzer
Artur Henryk Hajzer (28. června 1962 – 7. července 2013, stěna Gašerbrumu) byl polský horolezec. Jeho první osmitisícovka byla Manáslu, kterou s Jerzym Kukuczkou zdolali novou cestou. Novou cestou vystoupil i na Šiša Pangmu, kde s ním byl opět Kukuczka a také Wanda Rutkiewiczová. V roce 1987 spolu s Kukuczkou jako první lidé zdolali Annapurnu v zimním období. O rok později vystoupili oba dva horolezci ještě na východní vrchol Annapurny. Třikrát se pokoušel o jižní stěnu Lhoce. Roku 1989 vedl záchrannou výpravu na Mount Everestu. Jeho dalším výstupem na osmitisícovku byla až v roce 2008 Dhaulágirí, kde jeho výpravu zachraňovali Radek Jaroš a Zdeněk Hrubý. O čtyři roky později vedl výpravu na Gašerbrum I, během níž došlo k prvnímu zimnímu výstupu na tuto osmitisícovku.
V roce 2013 se na Gašerbrum vrátil. Cílem bylo v krátkém sledu vystoupit na vrcholy Gašerbrum I i Gašerbrum II. Jeho další pokus o výstup ale byl zastaven kvůli silnému větru a při návratu do tábora se Hajzer zřítil v tzv. Japonském kuloáru. Hajzer při sestupu dostal dojem, že došlo k pádu jeho kolegy z expedice Marcina Kaczkana. Ve snaze zachránit ho pravděpodobně Hajzer začal spěchat a zapomněl na opatrnost. Jeho pád z výšky 500 metrů shodou okolností viděl právě Kaczkan, když se ale dostal na dno Japonského kuloáru, byl Hajzer už mrtev. 
Hajzer byl ženatý a měl dvě děti.

## Úspěšné výstupy na osmitisícovky
- 1986 Manáslu (8163 m)
- 1987 Annapurna (8091 m)
- 1987 Šiša Pangma (8013 m)
- 2008 Dhaulágirí (8167 m)
- 2010 Nanga Parbat (8125 m)
- 2011 Makalu (8462 m)

## Další úspěšné výstupy
- 1982 Tirič Mír (7708 m)